# Bataille de Tyndaris
Première guerre punique
Batailles
- Messine
- Agrigente
- Îles Lipari
- Pointe d'Italie
- Mylae
- Sulci
- Tyndaris
- Cap Ecnome
- Adys
- Tunis
- 1re Panormus
- 2e Panormus
- Lilybée
- Drépane
- Phintias
- Drépane
- Mont Héricté
- 1re Mont Eryx
- 2e Mont Eryx
- Îles Égades

La bataille de Tyndaris de 257 av. J.-C. fut une bataille navale entre les flottes de Carthage et celles de la République romaine durant la première guerre punique, au large de la ville de Tyndaris en Sicile.
Tyndaris était une ville sicilienne fondée sous l'égide du tyran de Syracuse Denys l'Ancien en 396 av. J.-C. sur un promontoire surplombant la mer Tyrrhénienne. Hiéron II, tyran de Syracuse, permit à la cité de devenir une base carthaginoise. La bataille eut lieu dans les eaux entre Tyndaris et les Îles Éoliennes avec à la tête de flotte romaine Caius Atilius Regulus Serranus. Ultérieurement, la ville tomba aux mains de Rome.

## La bataille
La flotte de Caius Atilius Regulus Serranus était ancrée au-delà de Tyndaris quand il observa que la flotte punique naviguait en ordre dispersé.
Il donna des ordres à ses navires pour qu'ils suivent les navires en tête. Il prit ensuite une avant-garde de dix navires et se rendit au-devant des Carthaginois. Ceux-ci remarquèrent que l'avant-garde avait réussi à distancer le groupe principal de navires romains et que d'autres Romains s'embarquaient encore sur leurs bateaux.
Prenant l'initiative les Carthaginois contournèrent et attaquèrent l'escadre romaine et coulèrent neuf navires ennemis.
Pendant ce temps le reste de la flotte romaine arriva et forma une ligne. Les Romains ensuite attaquèrent les Carthaginois, en coulant huit et capturant dix de leurs navires. Les navires puniques restant battirent en retraite vers les Îles Éoliennes
Cet engagement naval fut suivi de la bataille du Cap Ecnome.

## Sources
- (en) Cet article est partiellement ou en totalité issu de l’article de Wikipédia en anglais intitulé « Battle of Tyndaris » (voir la liste des auteurs).